# جلال‌الدین محمد تبریزی
جلال‌الدین محمد تبریزی، اشراف‌زاده ایرانی بود، که از سال ۱۵۲۳ تا ۱۵۲۴ به عنوان وزیر شاه اسماعیل اول صفوی (سلطنت ۱۵۰۱–۱۵۲۴) خدمت کرد.
جلال‌الدین محمد بومی تبریز و پسر محمد زکریا کججی از خاندان ایرانی کججی بود. وی اولین وزیر دولت صفویه است. در سال ۱۵۲۳، جلال الدین محمد توسط اسماعیل به مقام وزارت منصوب شد، اما پس از مرگ اسماعیل در ۱۵۲۴، جلال الدین محمد بدست فردی شورشی از قبیله روملو کشته شد و جعفر ساوجی به‌جایش نشست.